# János Holota
János Holota též Jan Holota (26. června 1890 Nové Zámky – 13. října 1958 Santiago de Chile) byl československý politik maďarské národnosti a meziválečný poslanec Národního shromáždění za Maďarskou národní stranu.

## Biografie
Vystudoval práva v Budapešti. V letech 1908–1918 pracoval v Nových Zámcích jako policista. Profesí byl starostou Nových Zámků. Funkci starosty zastával od roku 1923.
Ve parlamentních volbách v roce 1925 se stal za Maďarskou národní stranu poslancem Národního shromáždění. Mandát obhájil v parlamentních volbách v roce 1929 i parlamentních volbách v roce 1935. Poslanecké křeslo ztratil na podzim 1938 v důsledku změny hranic Československa.
Po druhé světové válce emigroval do Jižní Ameriky. Zemřel v roce 1958 v Santiagu de Chile.